# Premi David di Donatello
De Premi David di Donatello ("David van Donatello-prijzen") zijn de nationale Italiaanse filmprijzen. De Davids worden sinds 1956 jaarlijks uitgereikt in Rome door de nationale filmacademie Accademia del Cinema Italiano.
De prijzen zijn vernoemd naar de David van Donatello, een beroemd bronzen standbeeld van David door de 15e-eeuwse Italiaanse beeldhouwer Donatello. De winnaars krijgen een miniatuurversie van het standbeeld mee naar huis.
In 2006 werden, ter gelegenheid van het 50e jubileum, acht speciale prijzen uitgedeeld. Deze Davids del Cinquantenari werden gegeven aan onder anderen Dino De Laurentiis, Gina Lollobrigida en Ennio Morricone.

## Prijzen
| - Beste film - Beste Europese film - Beste buitenlandse film - Beste documentaire - Beste korte film - Beste vrouwelijke hoofdrol - Beste mannelijke hoofdrol - Beste vrouwelijke bijrol - Beste mannelijke bijrol | - Beste regie - Beste nieuwe regisseur - Beste origineel scenario - Beste bewerkte scenario - Beste productie - Beste camerawerk - Beste muziek - Beste oorspronkelijke nummer - Beste productieontwerp | - Beste kostuumontwerp - Beste grime - Beste haarstijl - Beste montage - Beste geluid - Beste visuele effecten - Jonge David - David "Luchino Visconti" (speciale prijs) |

### Voormalige prijzen
| - Beste buitenlandse regisseur - Beste buitenlandse producent - Beste buitenlandse acteur - Beste buitenlandse actrice | - Beste buitenlandse filmmuziek - Beste buitenlandse filmscenario - Beste nieuwe acteur - Beste nieuwe actrice |